# کلگاریتم
کُلُگاریتم یا هم‌لگاریتم (انگلیسی: Cologarithm) در مبنای b، یا به‌طور خلاصه colog یک عدد برابر است با لگاریتم وارون ضربی آن عدد در مبنای b. به‌عبارت دیگر کلگاریتم یک عدد در مبنای b برابر است با منفی لگاریتم آن عدد در مبنای b:
{\displaystyle \operatorname {colog} _{b}(x)=\log _{b}\left({\frac {1}{x}}\right)=\log _{b}(1)-\log _{b}(x)=-\log _{b}(x)}
کلگاریتم یک عدد در مبنای b همچنین برابر است با لگاریتم همان عدد در مبنای وارون b:
{\displaystyle \operatorname {colog} _{b}(x)=\log _{\frac {1}{b}}\left(x\right)}
در شیمی، کلگاریتم اعشاری با حرف p نشان داده می‌شود. این کاربرد از مقدار پی‌اچ گرفته شده‌است.